# Grupa przestrzenna
Grupa przestrzenna – w matematyce, geometrii i krystalografii jest to grupa symetrii.
W krystalografii termin ten jest uproszczeniem pełnej nazwy krystalograficzna grupa przestrzenna lub grupa Fiodorowa.
Krystalograficzne grupy przestrzenne przedstawiają i opisują symetrie kryształów. Są to nieskończone grupy dyskretne.
W przestrzeni trójwymiarowej istnieje 219 różnych typów grup przestrzennych (230 uwzględniając chiralne). Grupy przestrzenne są badane i występują także w przestrzeniach o różnej liczbie wymiarów. Za przykład mogą posłużyć grupy Bieberbacha.

## Rys historyczny
Grupy przestrzenne w przestrzeni dwuwymiarowej były znane od bardzo dawna.
Pierwsze grupy przestrzenne dla przestrzeni trójwymiarowej wyliczono pod koniec XIX wieku. W 1891 roku dokonali tego niezależnie Fiodorow (1853-1919) i Schoenflies (1853-1928). W 1894 roku wyliczeń dokonał również Barlow (1845-1934). Pierwsze prace zawierały błędy. Fiodorow i Schoenflies korespondencyjnie wymienili się wyliczeniami. Rezultatem tego była w pełni poprawna lista 230 grup przestrzennych.

## Elementy grup przestrzennych
Grupy przestrzenne w trójwymiarowej przestrzeni powstały w wyniku połączenia 32 krystalograficznych grup punktowych z 14 sieciami Bravais’go należących do jednego z 7 układów krystalograficznych. Z tego powodu grupy przestrzenne uwzględniają kombinacje translacji komórki elementarnej i operacji wykonywanych na grupach punktowych.

## Notacje grup przestrzennych
Istnieje co najmniej dziewięć sposobów określania grup przestrzennych:
- numeryczna – Międzynarodowa Unia Krystalografii (IUCr) publikuje tabele wszystkich typów grup przestrzennych i przypisuje każdej unikatowy numer od 1 do 230. Grupy przestrzenne tych samych układów krystalograficznych i grup punktowych przydzielone mają kolejne numery.

- międzynarodowa (M, notacja Hermanna–Mauguina) – składa się z dużej litery oznaczającej typ sieci Bravais’go, z liczb oznaczających osie symetrii zwykłe, inwersyjne lub śrubowe oraz z małych liter jako symboli płaszczyzn symetrii i poślizgu. Znając reguły składania elementów symetrii możliwe jest przedstawienie rozmieszczenia elementów symetrii w komórce elementarnej[7].

- notacja Halla[8]

- notacja Kreutza-Zaremby – za twórcze elementy symetrii przyjmuje się osie i środek symetrii. W symbolach klas opuszcza się płaszczyzny symetrii, jeżeli wynikają one z iloczynu osi parzystokrotnych i środka symetrii.

- notacja Schoenfliesa – składa się z dużej litery C, D, S, T, O określającej rodzaj grupy obrotowej oraz z dolnych indeksów informujących o krotności głównej osi symetrii (n), rodzaju płaszczyzny symetrii (v, h, d) i o istnieniu środka symetrii (i). Z takich symboli nie można określić typu sieci Bravais’go i wszystkich elementów symetrii grupy[7].

- symbol Szubnikowa

- notacja orbifold dla dwuwymiarowej przestrzeni i notacja fibrifold dla trójwymiarowej przestrzeni – twory matematyczne wprowadzone przez Conwaya i Thurstona. Niektórym grupom przestrzennym można przyporządkować symbole orbifoldów i fibrifoldów[9].

- notacja Coxetera – przestrzenna i punktowa grupa symetrii przedstawiona w postaci grup Coxetera.

## Klasyfikacja grup przestrzennych
Istnieje co najmniej 10 różnych możliwości klasyfikowania grup przestrzennych w przestrzeni trójwymiarowej. Skatalogowane są w tabeli od postaci najbardziej szerokiej, aż do wąskich klas na samym dole:
| Krystalograficzne grupy przestrzenne (230 klas) |                                           |
| Afiniczne grupy przestrzenne (219 klas)         |                                           |
| Arytmetyczne grupy przestrzenne (73 klasy)      |                                           |
| Klasy krystalograficzne (32 klasy)              | Grupa punktowa sieci Bravais’go (14 klas) |
| Układ krystalograficzny (7 klas)                | Sieć Bravais’go (7 klas)                  |
| Rodzina krystalograficzna (6 klas)              |                                           |

## Grupa przestrzenna w 3 wymiarach
|         | Układ krystalograficzny | Grupy punktowe               | Grupy punktowe         | Grupy przestrzenne |
| M       | Układ krystalograficzny | Schoenflies                  |                        | Grupy przestrzenne |
| ------- | ----------------------- | ---------------------------- | ---------------------- | --- |
| 1       | trójskośny (2)          | {\displaystyle 1}            | {\displaystyle C_{1}}  | {\displaystyle P1} |
| 2       | trójskośny (2)          | {\displaystyle {\bar {1}}}   | {\displaystyle C_{i}}  | {\displaystyle P{\overline {1}}} |
| 3–5     | jednoskośny (13)        | {\displaystyle 2}            | {\displaystyle C_{2}}  | {\displaystyle P2,P2_{1},C2} |
| 6–9     | jednoskośny (13)        | {\displaystyle m}            | {\displaystyle C_{s}}  | {\displaystyle Pm,Pc,Cm,Cc} |
| 10–15   | jednoskośny (13)        | {\displaystyle 2/m}          | {\displaystyle C_{2h}} | {\displaystyle P2/m,P2_{1}/m,C2/m,P2/c,P2_{1}/c,C2/c} |
| 16–24   | rombowy (59)            | {\displaystyle 222}          | {\displaystyle D_{2}}  | {\displaystyle P222,P222_{1},P2_{1}2_{1}2,P2_{1}2_{1}2_{1},C222_{1},C222,F222,I222,I2_{1}2_{1}2_{1}} |
| 25–46   | rombowy (59)            | {\displaystyle mm2}          | {\displaystyle C_{2v}} | {\displaystyle Pmm2,Pmc2_{1},Pcc2,Pma2,Pca2_{1},Pnc2,Pmn2_{1},Pba2,Pna2_{1},Pnn2,} {\displaystyle Cmm2,Cmc2_{1},Ccc2,Amm2,Aem2,Ama2,Aea2,Fmm2,Fdd2,Imm2,Iba2,Ima2}                                                                    |
| 47–74   | rombowy (59)            | {\displaystyle mmm}          | {\displaystyle D_{2h}} | {\displaystyle Pmmm,Pnnn,Pccm,Pban,Pmma,Pnna,} {\displaystyle Pmna,Pcca,Pbam,Pccn,Pbcm,Pnnm,Pmmn,Pbcn,Pbca,Pnma,} {\displaystyle Cmcm,Cmce,Cmmm,Cccm,Cmme,Ccce,Fmmm,Fddd,Immm,Ibam,Ibca,Imma}                                         |
| 75–80   | tetragonalny (68)       | {\displaystyle 4}            | {\displaystyle C_{4}}  | {\displaystyle P4,P4_{1},P4_{2},P4_{3},I4,I4_{1}} |
| 81–82   | tetragonalny (68)       | {\displaystyle {\bar {4}}}   | {\displaystyle S_{4}}  | {\displaystyle P{\bar {4}},I{\bar {4}}} |
| 83–88   | tetragonalny (68)       | {\displaystyle 4/m}          | {\displaystyle C_{4h}} | {\displaystyle P4/m,P4_{2}/m,P4/n,P4_{2}/n,I4/m,I4_{1}/a} |
| 89–98   | tetragonalny (68)       | {\displaystyle 422}          | {\displaystyle D_{4}}  | {\displaystyle P422,P42_{1}2,P4_{1}22,P4_{1}2_{1}2,P4_{2}22,P4_{2}2_{1}2,P4_{3}22,P4_{3}2_{1}2,I422,I4_{1}22} |
| 99–110  | tetragonalny (68)       | {\displaystyle 4mm}          | {\displaystyle C_{4v}} | {\displaystyle P4mm,P4bm,P4_{2}cm,P4_{2}nm,P4cc,P4nc,P4_{2}mc,P4_{2}bc,I4mm,I4cm,I4_{1}md,I4_{1}cd} |
| 111–122 | tetragonalny (68)       | {\displaystyle {\bar {4}}2m} | {\displaystyle D_{2d}} | {\displaystyle P{\bar {4}}2m,P{\bar {4}}2c,P{\bar {4}}2_{1}m,P{\bar {4}}2_{1}c,P{\bar {4}}m2,P{\bar {4}}c2,P{\bar {4}}b2,P{\bar {4}}n2,I{\bar {4}}m2,I{\bar {4}}c2,I{\bar {4}}2m,I{\bar {4}}2d}                                       |
| 123–142 | tetragonalny (68)       | {\displaystyle 4/mmm}        | {\displaystyle D_{4h}} | {\displaystyle P4/mmm,P4/mcc,P4/nbm,P4/nnc,P4/mbm,P4/mnc,P4/nmm,P4/ncc,} {\displaystyle P4_{2}/mmc,P4_{2}/mcm,P4_{2}/nbc,P4_{2}/nnm,P4_{2}/mbc,P4_{2}/mnm,P4_{2}/nmc,P4_{2}/ncm,} {\displaystyle I4/mmm,I4/mcm,I4_{1}/amd,I4_{1}/acd} |
| 143–146 | trygonalny (25)         | {\displaystyle 3}            | {\displaystyle C_{3}}  | {\displaystyle P3,P3_{1},P3_{2},R3} |
| 147–148 | trygonalny (25)         | {\displaystyle {\bar {3}}}   | {\displaystyle S_{6}}  | {\displaystyle P{\bar {3}},R{\bar {3}}} |
| 149–155 | trygonalny (25)         | {\displaystyle 32}           | {\displaystyle D_{3}}  | {\displaystyle P312,P321,P3_{1}12,P3_{1}21,P3_{2}12,P3_{2}21,R32} |
| 156–161 | trygonalny (25)         | {\displaystyle 3m}           | {\displaystyle C_{3v}} | {\displaystyle P3m1,P31m,P3c1,P31c,R3m,R3c} |
| 162–167 | trygonalny (25)         | {\displaystyle {\bar {3}}m}  | {\displaystyle D_{3d}} | {\displaystyle P{\bar {3}}1m,P{\bar {3}}1c,P{\bar {3}}m1,P{\bar {3}}c1,R{\bar {3}}m,R{\bar {3}}c} |
| 168–173 | heksagonalny (27)       | {\displaystyle 6}            | {\displaystyle C_{6}}  | {\displaystyle P6,P6_{1},P6_{5},P6_{2},P6_{4},P6_{3}} |
| 174     | heksagonalny (27)       | {\displaystyle {\bar {6}}}   | {\displaystyle C_{3h}} | {\displaystyle P{\bar {6}}} |
| 175–176 | heksagonalny (27)       | {\displaystyle 6/m}          | {\displaystyle C_{6h}} | {\displaystyle P6/m,P6_{3}/m} |
| 177–182 | heksagonalny (27)       | {\displaystyle 622}          | {\displaystyle D_{6}}  | {\displaystyle P622,P6_{1}22,P6_{5}22,P6_{2}22,P6_{4}22,P6_{3}22} |
| 183–186 | heksagonalny (27)       | {\displaystyle 6mm}          | {\displaystyle C_{6v}} | {\displaystyle P6mm,P6cc,P6_{3}cm,P6_{3}mc} |
| 187–190 | heksagonalny (27)       | {\displaystyle {\bar {6}}m2} | {\displaystyle D_{3h}} | {\displaystyle P{\bar {6}}m2,P{\bar {6}}c2,P{\bar {6}}2m,P{\bar {6}}2c} |
| 191–194 | heksagonalny (27)       | {\displaystyle 6/mmm}        | {\displaystyle D_{6h}} | {\displaystyle P6/mmm,P6/mcc,P6_{3}/mcm,P6_{3}/mmc} |
| 195–199 | regularny (36)          | {\displaystyle 23}           | {\displaystyle T}      | {\displaystyle P23,F23,I23,P2_{1}3,I2_{1}3} |
| 200–206 | regularny (36)          | {\displaystyle m{\bar {3}}}  | {\displaystyle T_{h}}  | {\displaystyle Pm{\bar {3}},Pn{\bar {3}},Fm{\bar {3}},Fd{\bar {3}},Im{\bar {3}},Pa{\bar {3}},Ia{\bar {3}}} |
| 207–214 | regularny (36)          | {\displaystyle 432}          | {\displaystyle O}      | {\displaystyle P432,P4_{2}32,F432,F4_{1}32,I432,P4_{3}32,P4_{1}32,I4_{1}32} |
| 215–220 | regularny (36)          | {\displaystyle {\bar {4}}3m} | {\displaystyle T_{d}}  | {\displaystyle P{\bar {4}}3m,F{\bar {4}}3m,I{\bar {4}}3m,P{\bar {4}}3n,F{\bar {4}}3c,I{\bar {4}}3d} |
| 221–230 | regularny (36)          | {\displaystyle m{\bar {3}}m} | {\displaystyle O_{h}}  | {\displaystyle Pm{\bar {3}}m,Pn{\bar {3}}n,Pm{\bar {3}}n,Pn{\bar {3}}m,Fm{\bar {3}}m,Fm{\bar {3}}c,Fd{\bar {3}}m,Fd{\bar {3}}c,Im{\bar {3}}m,Ia{\bar {3}}d}                                                                           |

Wprowadzenie przez IUCr pojęcia płaszczyzny poślizgu e spowodowało w 1996 roku zmianę symboli i rysunków niektórych grup przestrzennych. Zmiana dotyczyła 7 grup w układzie rombowym oraz pięciu dla układów tetragonalnego i regularnego. Rysunki wszystkich wymienionych grup zostały zmienione. Symbole grup zostały zmienione tylko dla 5 przypadków w układzie rombowym (np. Abm2 na Aem2).